# Bell XP-76
Bell XP-76 (Model 33) – proponowana, ale ostatecznie nieprodukowana wersja samolotu Bell P-39 Airacobra mająca być produkcyjną wersją XP-39E.  Wersja XP-39E nie spełniła pokładanych w niej nadziei i po zakończeniu jej programu rozwojowego anulowano zamówienie na 4000 sztuk P-76-BE.  Doświadczenie zdobyte przy w programie XP-39E zostało użyte przy projektowaniu Bell P-63 Kingcobra.

## Historia
Po rozpoczęciu masowej produkcji P-39 i pierwszych krytycznych raportach na temat osiągów samolotu oraz trudności z jego obsługą naziemną, inżynierowie Bell Aircraft rozpoczęli prace których zadaniem było rozwiązanie tych problemów.  13 i 14 stycznia 1941 reprezentant Bella zaprezentował w bazie Wright Field dwa projekty prezentujące dwa ulepszone warianty P-39; XP-39E i XP-63.  1 marca przyjęto oficjalne specyfikacje XP-39E, samolot miał być napędzany silnikiem Allison V-1710-E9 z turbosprężarką i być uzbrojony w pojedyncze działko T9 37 mm i sześć karabinów maszynowych 12,7 mm.  Kontrakt o wartości 513.750 dolarów, No.AC18373, na dostawę dwóch prototypów podpisano 11 kwietnia (10 kwietnia według innego źródła).  Samolot nosił oznaczenie producenta Model 33.  Po testach samolotów planowano wprowadzenie go do produkcji seryjnej jako P-76 i wstępnie zamówiono 400 sztuk.
Pierwszy prototyp, numer seryjny 41-19501, odbył pierwszy lot 21 lutego 1942 z lotniska w Niagara Falls.  Samolot był napędzany silnikiem w wersji E4 (o mocy 1325 KM) ponieważ wersja E9 nie była jeszcze dostępna.  XP-39E różnił się znacząco od wcześniejszych wersji produkcyjnych P-39; kadłub samolotu był dłuższy o 20 cali (51 cm), zwiększono rozpiętość skrzydeł o 22 cale (56 cm) i miały one teraz ścięte, a nie zaokrąglone końcówki, skrzydła miały grubszy profil (NACA 0018 zamiast poprzedniego NACA 0015) i były szersze, wlot powietrza do gaźnika został przesunięta bardziej do tyłu kadłuba, zwiększono otwory wlotów powietrza w nasadzie skrzydeł oraz znacznie wzmocniono podwozie z powodu wzrostu masy samolotu - masa własna wersji XP-39E wzrosła do 6951 funtów w porównaniu do masy P-39D wynoszącej 5474 funtów (odpowiednio 2790 i 2483 kg).  Wbrew temu, co sugerują niektóre źródła skrzydło samolotu nie było typu laminarnego.
Pierwszy prototyp został zniszczony, najprawdopodobniej z powodu błędu pilota, 26 marca w czasie testów na korkociąg mimowolny po wylataniu 14 godzin i 55 minut w 35 lotach.  Program testowy został chwilowo przerwany, ale już w tej fazie było oczywiste, że silnik o większej mocy nie rekompensował zwiększonej masy samolotu.
4 kwietnia z lotniska w Niagara Falls wystartował drugi prototyp (numer seryjny 41-19502), napędzany już silnikiem w wersji E9 ale i ten samolot został rozbity.  Do wypadku doszło 15 maja w dwudziestym siódmym locie samolotu, uszkodzenia przedniego koła podwozia i śmigła była na tyle poważne, że program testowy został zawieszono do momentu powstania trzeciego prototypu i naprawy drugiego.
27 maja zamówiono trzeci prototyp (numer seryjny 42-71464) za 271.735 dolarów (według innego źródła maszyna ta miała oryginalnie powstać tylko do testów statycznych).  Pierwszy lot tego samolotu odbył się 19 września, wylatał on 5 godzin i 40 minut zanim został przekazany do zakładów Allisson na testy silnika.  W tym czasie naprawiono drugi prototyp, ale 8 lutego 1943 ponownie uległ on wypadkowi i trzeci prototyp wypożyczony zakładom Allisson został zwrócony do zakładów Bella w Niagara Falls.
Latem 1943 obydwa samoloty zostały przejęte przez USAAF i sprowadzone do bazy Wright Field, trzeci prototyp dotarł tam 9 czerwca, a drugi - 12 czerwca.  Testy USAAF nie wykazały znaczącej poprawy osiągów XP-39E w porównaniu z P-39D.   Nowszy samolot miał mniejszą prędkość wznoszenia, mniejszy pułap maksymalny, większą prędkość lądowania, potrzebował dłuższej drogi startowej.  XP-39E miał nieco wyższą prędkość maksymalną, ale znacznie wolniej przyspieszał niż P-39D.
Program rozwojowy XP-39E został zakończony na życzenia USAAF, a zamówienie na 4000 samolotów (mających nosić oznaczenie P-76-BE) zostało anulowane.  Doświadczenie zdobyty w lotach P-39E, także jako latające laboratorium dla silnika Allison V-1710-E9, zostało użyte przy projektowaniu samolotu Bell P-63 Kingcobra.  Na samolotach testowano także przynajmniej cztery różne obrysy usterzenia, a także czteropłatowe śmigła.